# Cassyma sciticincta
Cassyma sciticincta là một loài bướm đêm trong họ Geometridae.